# Chikkanadihalli, Sampgaon
Chikkanadihalli là một làng thuộc tehsil Sampgaon, huyện Belgaum, bang Karnataka, Ấn Độ.